# Кучук-Алкали
Кучу́к-Алкали́ (крим. Küçük Alqalı, з 1948 по 2023 роки — Заві́т-Ле́нінський) — село в Україні, у Джанкойському районі Автономної Республіки Крим. Населення становить 2567 осіб. Орган місцевого самоврядування — Завіто-Ленінська сільська рада.
Від 2014 року село окуповане Росією.

## Географія
Кучук-Алкали — село на півночі району, у степовому Криму, на лівому березі маловодної балки Алкали, що впадає в озеро Сиваш, висота над рівнем моря — 6 м. Сусідні села: Пушкіне за 1 км на південь вище по балці та Мілководне за 2 км на північний схід — нижче за течією. Відстань до райцентру — близько 17 км, найближча залізнична станція — Солоне Озеро (~4,5 км).

## Історія
Поблизу села виявлено кургани доби бронзи.
Перша документальна згадка села зустрічається в Камеральному Описі Криму … 1784 року, судячи з якого, в останній період Кримського ханства Кучук-Алкали входив в Діп Чонгарський кадилик Карасубазарського каймакамства.
Після окупації Криму Російською імперією (8) 19 квітня 1783 , (8) 19 лютого 1784, на території колишнього Кримського Ханства була утворена Таврійська область і село було приписане до Перекопського повіту . Після Павловських реформ, з 1796 по 1802 рік, входило в Перекопський повіт Новоросійської губернії. За новим адміністративним поділом, після створення 8 (20) жовтня 1802 Таврійської губернії , Кучук-Алкали був включений до складу Біюк-Тузакчинської волості Перекопського повіту.
За Відомостями про всі селища в Перекопському повіті… від 21 жовтня 1805 року, у селі Кючук-Алкали числилося 12 дворів, 61 кримський татарин і 5 циган. На військово-топографічної карті 1817 року село позначене з тими ж 12 дворами. Після реформи волосного поділу 1829 року Кучук-Алкали, згідно «Відомості про казенні волості Таврійської губернії 1829 р», залишився у складі Тузакчинской волості . Потім, мабуть, внаслідок еміграції кримських татар в Туреччину, село помітно спорожніло і на карті 1842 Кучук-Алкали позначене умовним знаком «мале село», тобто менш як 5 дворів.
У 1860-х роках, після земської реформи Олександра II, село приписали до Ішуньської волості. У  «Списку населених місць Таврійської губернії за відомостями 1864 року» , складеному за результатами VIII ревізії 1864 року, Кучук-Алкали — власницьке татарське поселення з 6 дворами, 24 жителями і обивательською поштовою станцією при затоці Сиваша. Згідно «Пам'ятної кнги Таврійської губернії за 1867 рік», село Кучук Алколи було покинута мешканцями в 1860—1864 роках, внаслідок еміграції кримських татар, особливо масової після Кримської війни 1853—1856 років, в Туреччину і залишалося в руїнах і, якщо на триверстовій мапі 1865 село ще позначене, то на карті, з коректурою 1876 його вже немає. За  «Пам'ятною книгою Таврійської губернії 1889 року», за результатами Х ревізії 1887, у селі Кучук-Алхали вже числилося 2 двори і 9 жителів.
Після земської реформи 1890 року Кучук-Алкали віднесли до Богемської волості.
У  «… Пам'ятній книзі Таврійської губернії за 1892»  у відомостях про Богемську волость ніяких даних про село, крім назви, не приведено. За  «… Пам'ятною книгою Таврійської губернії за 1900 рік» на хуторі Кучук-Алкали числилося 45 жителів в 5 дворах. У Статистичному довіднику Таврійської губернії 1915 року , у Богемській волості Перекопського повіту значаться 2 села Куркчи-Алкали : вакуф та Безлера  з населенням 19 осіб.
Після встановлення в Криму Радянської влади, за постановою Кримревкома від 8 січня 1921 № 206 «Про зміну адміністративних кордонів» була скасована волосна система і в складі Джанкойського повіту був створений Джанкойський район. У 1922 році повіти перетворили в округи. 11 жовтня 1923 року, згідно з постановою ВЦВК, до адміністративного поділу Кримської АРСР були внесені зміни, у результаті яких округи були ліквідовані, основний адміністративною одиницею став Джанкойський район і село включили до його складу.
Єврейська комуна Мішмар (івр. הַמִּשְׁמָר на івриті «Гвардія») була заснована 20 квітня 1924 року 12-тьма колишніми членами нелегального крила організації Гехалуц («Національно-трудова організація Гехалуц») на 700 десятинах землі.
Згідно Списку населених пунктів Кримської АРСР за Всесоюзним переписом від 17 грудня 1926 року, комуна Мішмар, вона ж Кучук-Алкали входила до складу Таганашської сільради Джанкойського району . Комуна проіснувала до 1934 року, коли була ліквідована, нібито, на прохання жителів сусідніх сіл.
Указом Президії Верховної Ради РРФСР від 18 травня 1948 року, Кучук Алкали перейменували в Завіт-Ленінський, з 1958 року село — центр сільради.
У 2015 році село було внесено до переліку населених пунктів, які потрібно перейменувати згідно із законом «Про засудження комуністичного та націонал-соціалістичного (нацистського) тоталітарних режимів в Україні та заборону пропаганди їхньої символіки».
12 травня 2016 року постановою Верховної Ради України № 1352-VIII селу відновлена назва Кучук-Алкали відповідно до вимог закону «Про засудження комуністичного та націонал-соціалістичного (нацистського) тоталітарних режимів в Україні та заборону пропаганди їхньої символіки» Постанова набрала чинности у 2023 році..